# Глущизна
Глущизна (пол. Głuszczyzna) — село в Польщі, у гміні Глуськ Люблінського повіту Люблінського воєводства.
Населення — 395 осіб (2011).
У 1975-1998 роках село належало до Люблінського воєводства.

## Демографія
Демографічна структура станом на 31 березня 2011 року:
|          | Загалом | Допрацездатний вік | Працездатний вік | Постпрацездатний вік |
| -------- | ------- | ------------------ | ---------------- | -------------------- |
| Чоловіки | 185     | 42                 | 123              | 20                   |
| Жінки    | 210     | 34                 | 135              | 41                   |
| Разом    | 395     | 76                 | 258              | 61                   |